# Pacanne
Pacanne (né vers 1737 - mort en 1816) fut un grand chef des Miamis au cours de la fin du XVIIIe siècle et du début du XIXe. Fils de La Tortue (Aquenackqua), il était le frère de Tacumwah, qui fut la mère du chef Jean-Baptiste de Richardville. Leur famille possédait et contrôlait le Long Portage, une bande d'une douzaine de kilomètres entre les rivières Maumee et Wabash utilisées par les commerçants voyageant entre le Canada et la Louisiane. À ce titre, ils ont été une des familles les plus influentes de Kekionga.
Pacanne (P'Koum-Kwa) est probablement le neveu de Pied Froid, qui fut le chef des Miamis de Kekionga jusqu'à ce qu'il meure d'une épidémie de variole en 1752. Une des premières références à Pacanne vient du capitaine Thomas Morris, qui avait été envoyé par les Britanniques pour sécuriser de Ouiatenon, de Vincennes et de Kekionga, à la suite de la rébellion de Pontiac. Au Fort Miamis, près de Kekionga, deux guerriers Miamis le traînèrent jusqu'au village et l'attachèrent à un poteau dans l'intention de le tuer. Selon le rapport du capitaine Morris, Pacanne, encore mineur, arriva à cheval sur les lieux et le libéra. Il est cependant possible que l'incident n'ait été qu'une mise en scène destinée à marquer la prise du pouvoir par Pacanne.
En tant que chef et en tant qu'homme d'affaires, Pacanne voyagea beaucoup, visitant des villages aussi éloignés que Vincennes, Fort Détroit, Québec et Fort Niagara. En son absence, Kekionga était géré par Tacumwah et son fils, ainsi que par des chefs des alentours, tels que Michikinikwa et Le Gris. Les absences fréquentes de Pacanne ont amené à croire — à tort — que Le Gris était son supérieur.
À l'automne de 1778, lors de la révolution américaine, Pacanne a accompagné le lieutenant-gouverneur britannique Henry Hamilton en descendant la rivière Wabash pour reprendre Vincennes. Là, il dit aux chefs Piankashaw, Young Tobacco (en) et Old Tobacco (en), qui avaient soutenu les Américains lors de leur révolte, de prêter attention à Hamilton.
À la suite d'un raid de novembre 1780 sur Kekionga par une milice canadienne sous le commandement d'Augustin de La Balme, il s'est ouvertement déclaré pour les Britanniques. Se référant aux Canadiens, il dit, « Vous voyez notre village taché de sang, vous pouvez penser que nous n'allons pas tendre la main à vos amis qui sont nos ennemis [les Américains]. Vous pouvez comprendre que si nous vous trouvons avec eux, nous ne ferons aucune distinction ». Pour faire face à cette menace, les Miamis de Kekionga ont demandé de l'aide afin d'attaquer Vincennes. Mais l'attaque n'eut jamais lieu parce que l'aide britannique ne vint jamais. Le commandant britannique Arent DePeyster a démontré la loyauté de Pacanne, disant qu'ils partageaient le même avis au sujet de la guerre.
Après la révolution américaine, Pacanne travailla comme émissaire entre les nouveaux États-Unis d'Amérique et la confédération des Miamis. Il a été un guide pour le colonel Josiah Harmar et travailla avec le major Jean François Hamtramck. En août 1788, cependant, un groupe d'hommes du Kentucky dirigé par Patrick Brown a attaqué un village Piankashaw près de Vincennes et s'est échappé. Bien que le major Hamtramck promit de punir les envahisseurs, il était impuissant à le faire réellement. Lorsque Pacanne est retourné à Vincennes et apprit l'attaque, il rompit les communications avec Hamtramck et revint à Kekionga.